# جيريمي دوتشسن
جيريمي دوتشسن (بالإنجليزية: Jeremy Duchesne)‏ هو لاعب هوكي الجليد أمريكي وكندي، ولد في 17 أكتوبر 1986 في سيلفر سبرينغ في الولايات المتحدة.

## وصلات خارجية
- جيريمي دوتشسن على موقع دوري الهوكي الوطني (الإنجليزية)
- جيريمي دوتشسن على موقع EliteProspects.com (الإنجليزية)
- جيريمي دوتشسن على موقع HockeyDB.com (الإنجليزية)
- جيريمي دوتشسن على موقع Hockey-Reference.com (الإنجليزية)